# Empusidae
Famille
Les Empusidae (empusidés en français ou empuses) sont une petite famille d'insectes de l'ordre des Mantodea. On y retrouve 9 genres et 28 espèces. La plupart des spécimens vivent dans les régions arides de l'Afrique, dans le sud de l'Europe et dans le sud-est de l'Asie. Les larves sont localement (Provence) appelées "diablotins".

## Caractéristiques

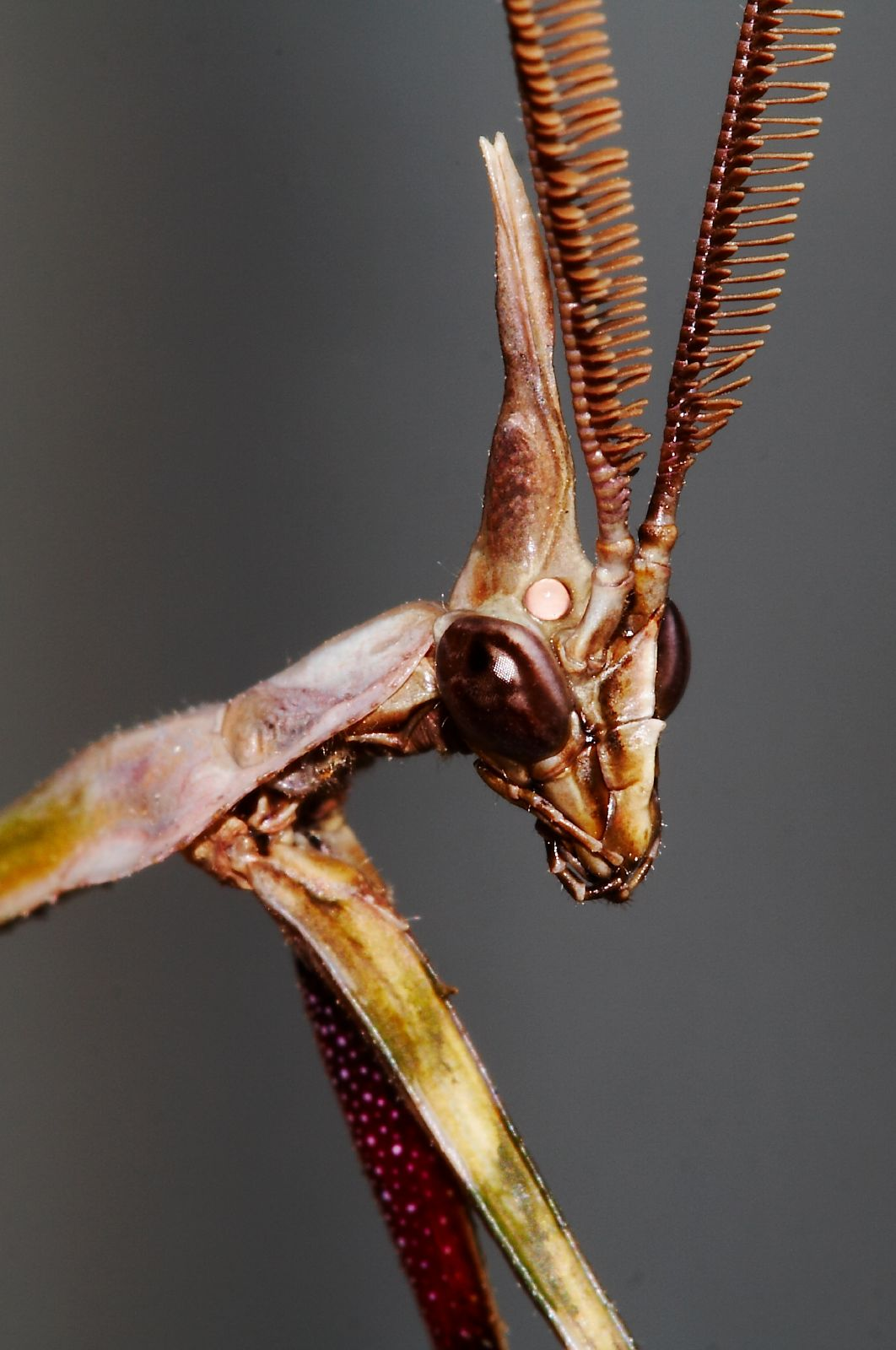
Antennes pectiniformes chez l'empuse mâle

Chez les Empusidae, la tête est de forme triangulaire et elle est plus large que longue. Les yeux sont largement espacés et ils sont dominants. Les antennes des mâles sont de forme pectiniforme et ils s'en servent pour capter les phéromones des femelles. Chez les femelles, les antennes sont filiformes, parfois épaissies. Les pièces buccales sont de type broyeur et elles se situent à l'avant de la tête.
Comme tous les représentants des Mantodea, les empuses possèdent des pattes ravisseuses ou raptoriales. Elles s'en servent pour capturer et maintenir leur proie. Le fémur et le tibia sont pourvus d'épines procédées de tubercules semblables à des dents. L'épine proximale de l'intérieur du fémur est sensiblement semblable aux autres et le tibia possède un véritable crochet apical.
Le thorax se compose du prothorax, du mésothorax et du métathorax. Le prothorax est plus long que large et il est également très flexible. Le corps des Empusidae est robuste et les deux sexes possèdent des ailes de taille réduite (brachyptère). Le corps et les ailes ne sont jamais de couleur métallique.
Chez les mantes, l'abdomen se compose de dix tergites (segments dorsaux) et de neuf sternites (segments ventraux) visibles chez le mâle et de sept chez la femelle. Chez la femelle, on retrouve deux longues épines au bout de l'abdomen.

## Cycle de vie
Comme tous les membres de l'ordre des Mantodea, les empuses ont un développement hémimétabole qui se déroule en trois étapes principales : l'œuf, la larve et l'adulte. La larve est relativement similaire à l'adulte. Elle est cependant plus petite, ses ailes ne sont pas développées et ses organes sexuels ne sont pas encore à maturité. Dans certains cas, elles ont une coloration différente des adultes. Au cours de sa croissance, la larve augmente en taille et mue entre cinq et 10 fois.

## Comportements
Les Empusidae présentent les mêmes comportements généraux que ceux décrits sur la page des Mantodea.

## Classification
Sous-famille Blepharodinae Beier, 1964
- Blepharodes Bolivar, 1890
- Blepharopsis Rehn, 1902
- Idolomantis Uvarov, 1940

Sous-famille Empusinae Burmeister, 1838
- Dilatempusa  Roy, 2004
- Empusa  Illiger, 1798
- Gongylus  Thunberg, 1815
- Hemiempusa Saussure & Zehntner, 1895
- Hypsicorypha Krauss, 1892
- Odilomorpha Burmeister, 1838

### Genres rencontrés en Europe
- Blepharopsis Rehn 1902
- Empusa Illiger 1798
- Hypsicorypha Krauss 1892

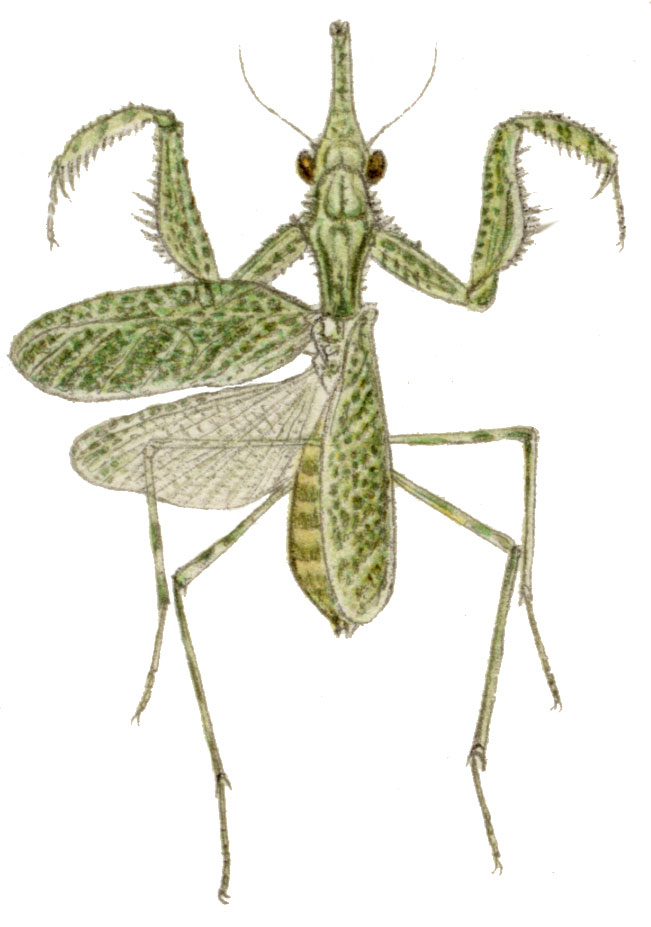
Blepharodes cornutus
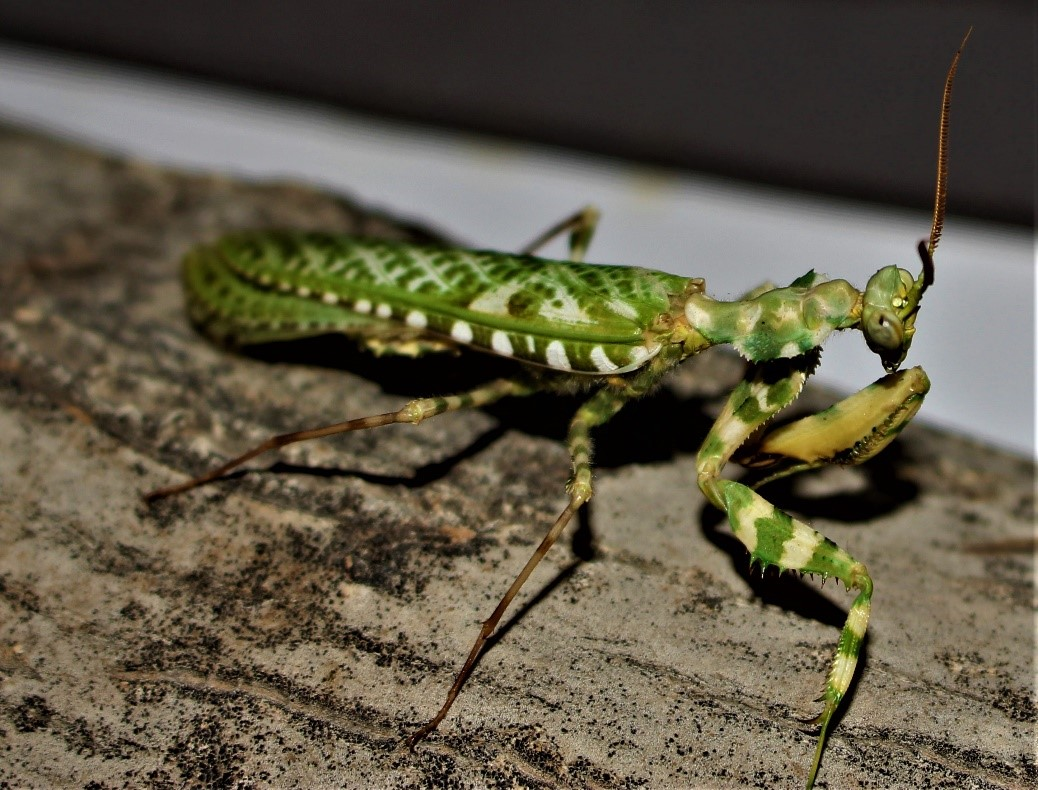
Blepharopsis mendica
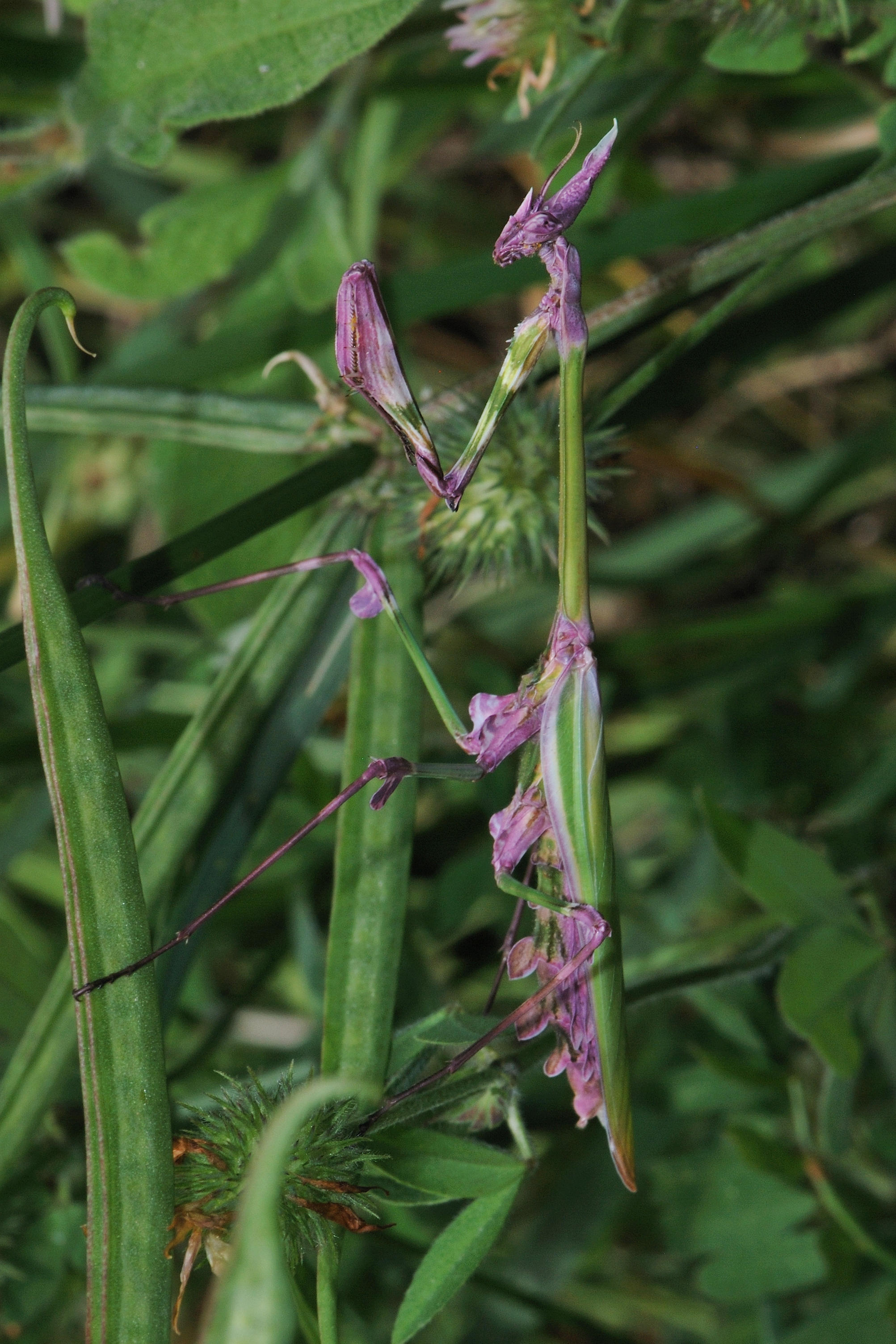
Empusa fasciata
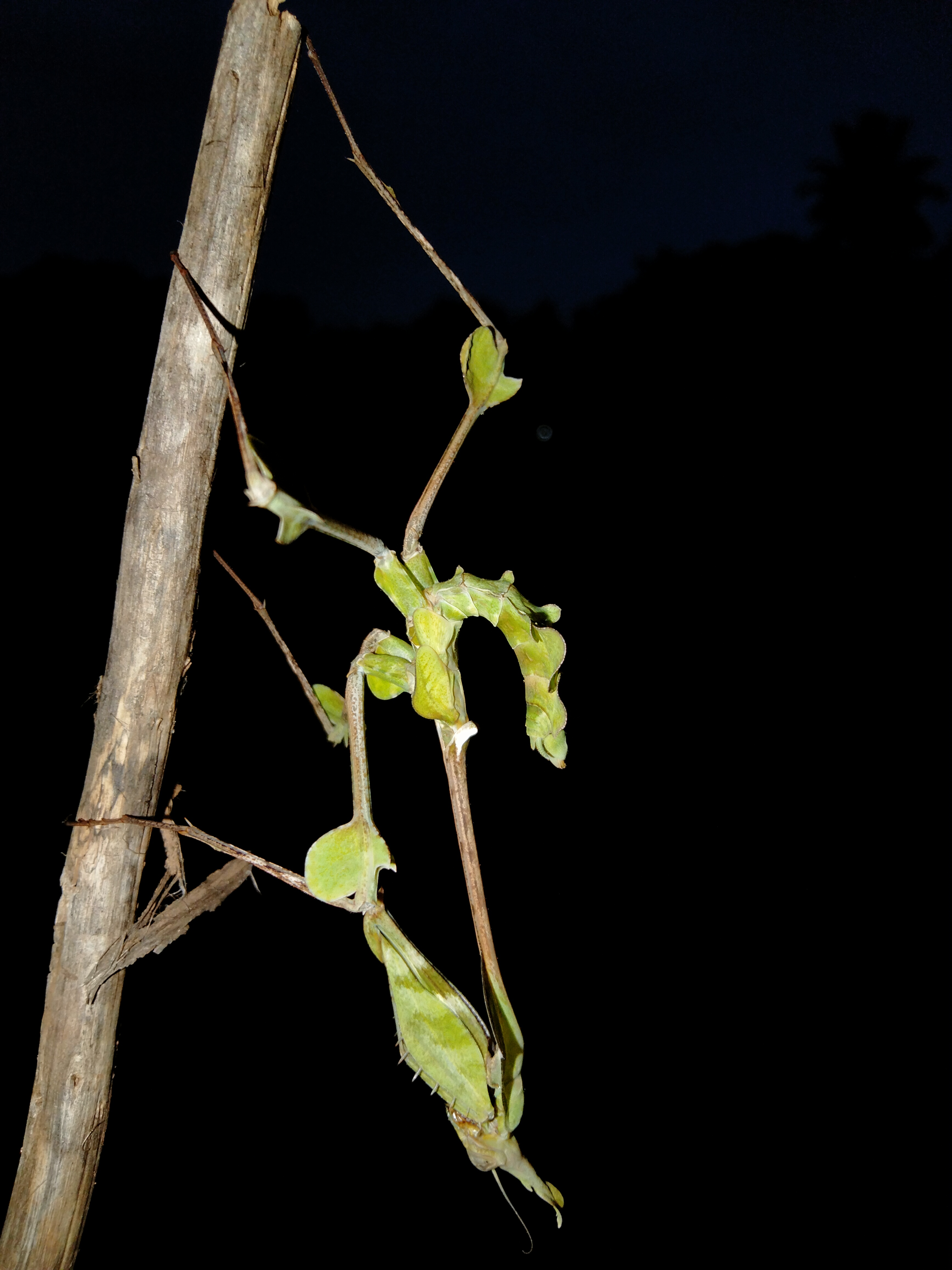
Gongylus gongylodes
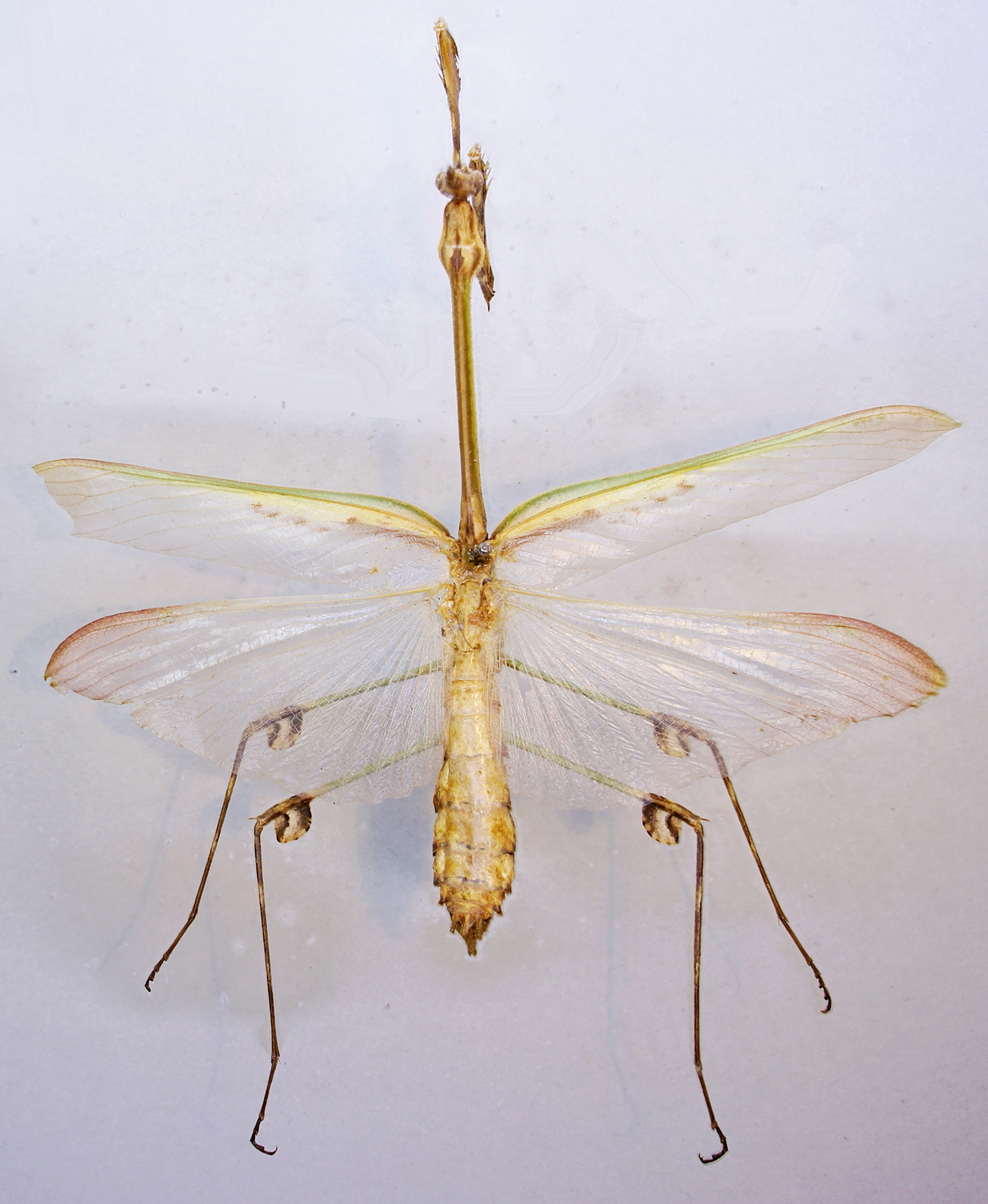
Hemiempusa capensis
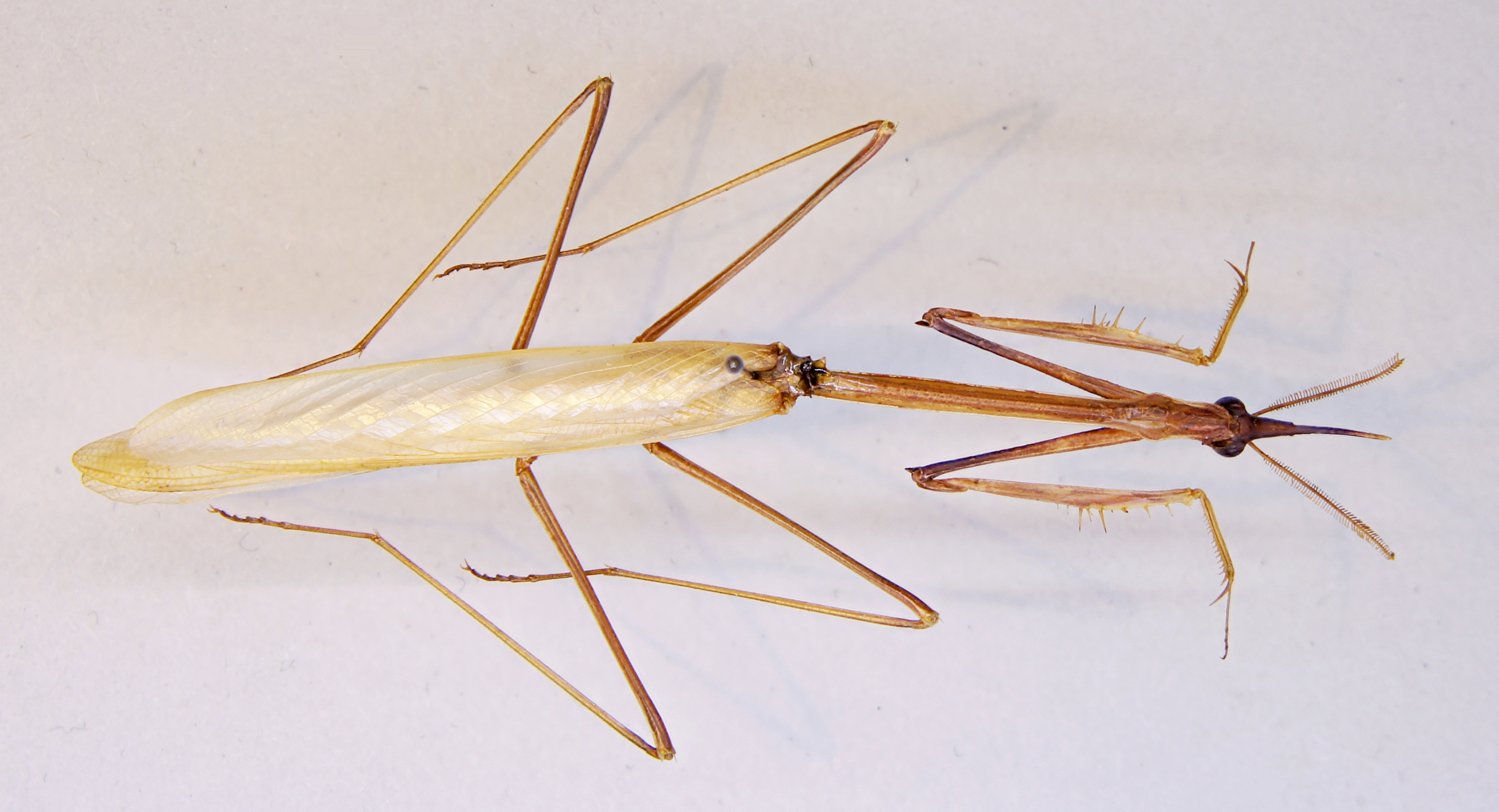
Hypsicorypha gracilis
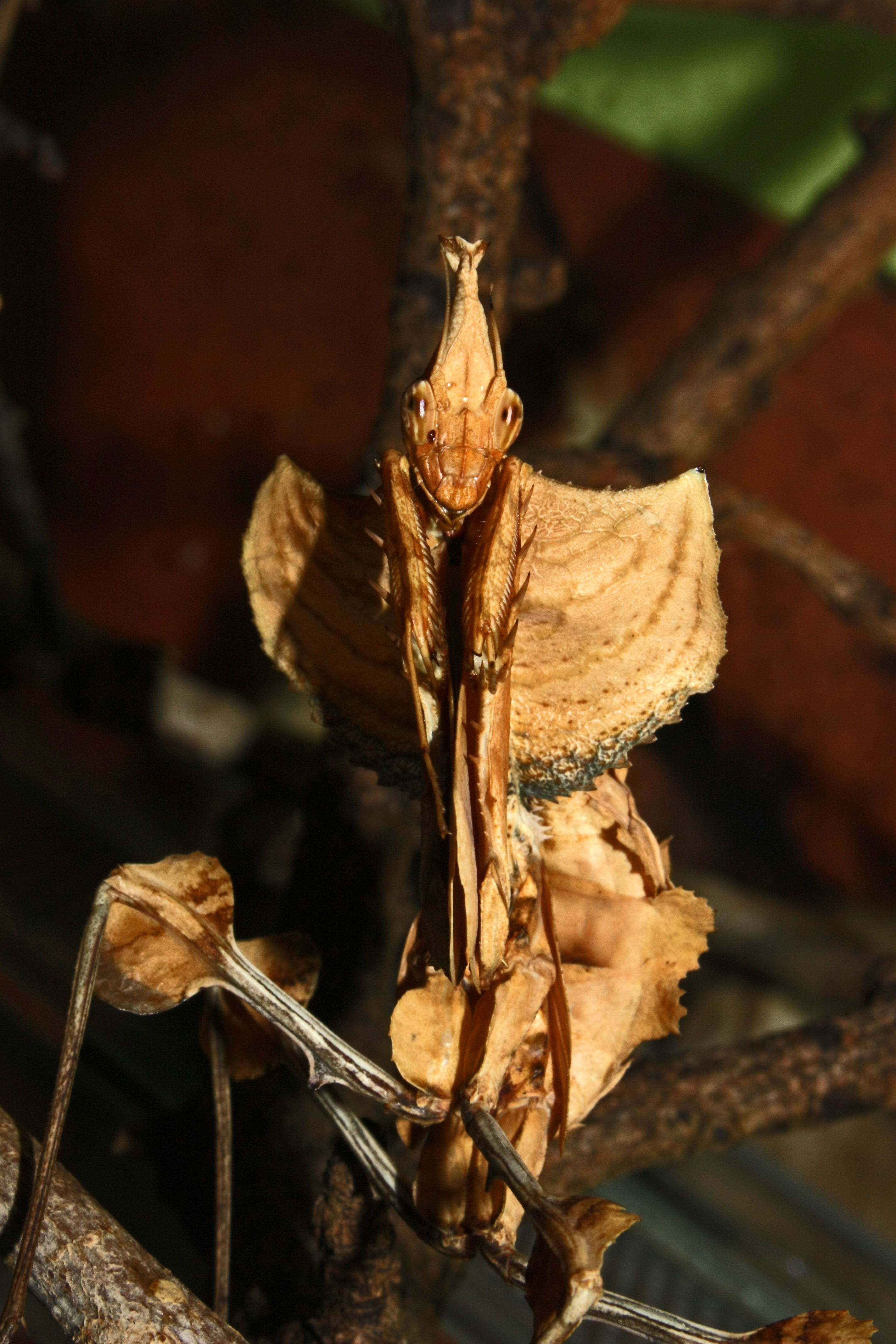
Idolomantis diabolica
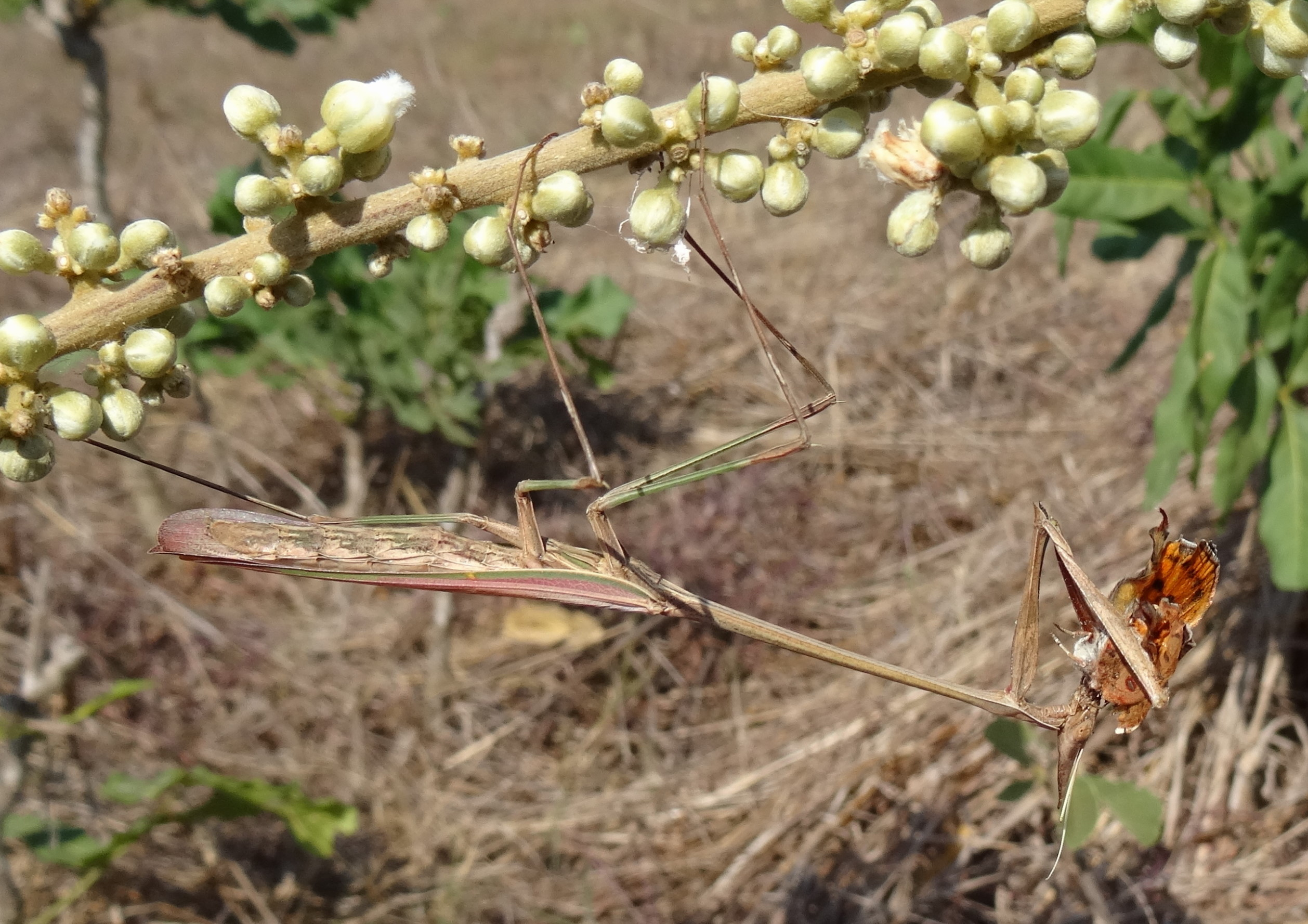
Idolomorpha dentifrons